# Courantyne
Courantyne (nederländska: Corantijn, alternativ stavning i Guyana: Corentyne, även kallad i Surinam: Coeroeni) är en flod som flyter i norra Sydamerika. Floden utgör en gränsflod mellan staterna Guyana och Surinam. Courantyne har sin källa i Acaraibergen och flyter huvudsakligen norrut för att mynna ut i Atlanten i närheten av städerna Corriverton och Nieuw Nickerie, i Guyana respektive Surinam. Flodområdet är outvecklat och består huvudsakligen av outforskad regnskog.
Mindre oceangående fartyg kan färdas upp till de första vattenfallen (72 kilometer) vid Orealla. Flodens totala längd är cirka 700 kilometer.